# Europadag
De Europadag, ook Dag van Europa genoemd, wordt in de EU-landen sinds 1985 op 9 mei gevierd om stil te staan bij het feit dat op die datum in 1950 de Franse minister Robert Schuman een ambitieuze verklaring aflegde waarin hij voor een organisatie pleitte om Franse en Duitse productie van kolen en staal onder gemeenschappelijk beheer te plaatsen. Deze organisatie, de Europese Gemeenschap voor Kolen en Staal, welke ook openstond voor deelname van de andere landen van Europa, werd op 18 april 1951 bij het Verdrag van Parijs door Frankrijk, West-Duitsland, Italië en de Benelux landen opgericht en trad in 1952 in werking.
Door het gezamenlijke beheer van de twee strategisch zeer belangrijke basisproducten ontstonden de gemeenschappelijke grondslagen voor een forse naoorlogse Europese economische ontwikkeling terwijl een nieuwe oorlog tussen de voorheen aartsrivalen Frankrijk en Duitsland niet alleen ondenkbaar maar ook materieel onmogelijk zou worden. Met het in werking treden van het Verdrag van Parijs werden de concrete grondslagen gelegd voor de Europese Economische Gemeenschap die 5 jaar later bij het Verdrag van Rome werd opgericht. In de volgende halve eeuw groeide de Europese samenwerking uit tot de huidige Europese Unie. Omdat op 9 mei 1950 met de Schumanverklaring het eerste doorslaggevende initiatief is genomen voor de naoorlogse Europese samenwerking en eenheid is tijdens de top van Milaan in 1985 besloten om jaarlijks 9 mei uit te roepen tot Europadag.
De Europadag geniet weinig bekendheid, maar sommige Europese ambtenaren hebben een vrije dag. Sinds 2019 is Europadag in Luxemburg een publieke feestdag. Ook voor Kosovo is Europadag een officiële vrije dag.